# 吳秀才宅 (雲林縣)

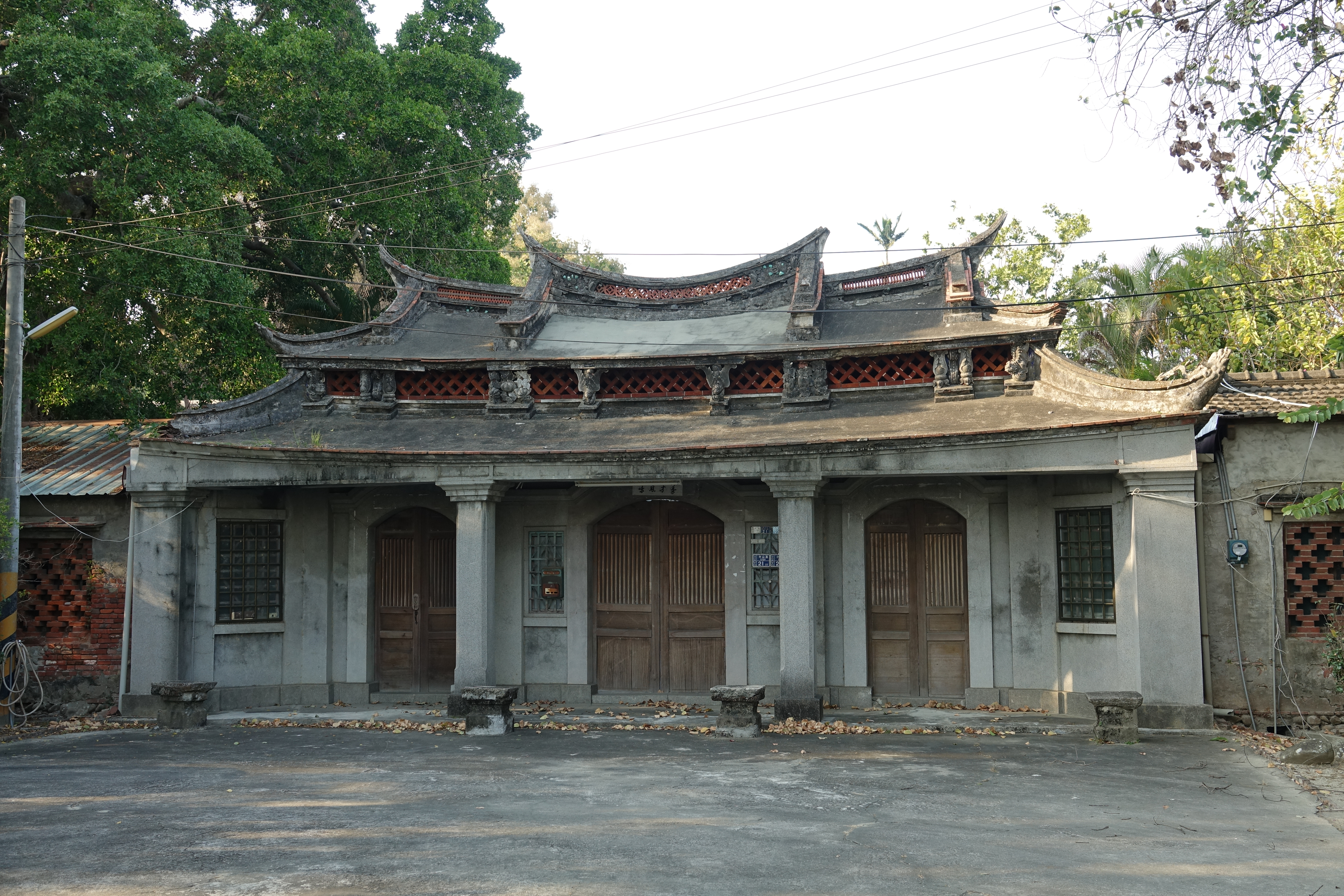
吳秀才宅外觀

吳秀才宅指台灣雲林縣斗六市的吳克明與其家族所住的宅邸，因吳克明於光緒二十年（1894年）考中秀才而有此名稱。
該宅邸建立於光緒十五年（1889年），其家族自雲林古坑搬至斗六之時，由吳克明父親吳朝宗興建，原來是一個四合院的建築。後來於大正五年（1916年）因腐朽而改建，將原有的木雕嵌入磚牆中，並有泥塑裝飾，為中西合璧式的建築，同時於旁建了西班牙式洋房，但今已拆除。
其建築坐北朝南，並為三落式建築。
其為私人寓宅，未對外開放。

## 外部連結
- 斗六吳宅於（页面存档备份，存于）